# المقصد الأسنى
المقصد الأسنى شرح أسماء الله الحسنى هو كتاب من تأليف الإمام الغزالي الطوسي (ت. 505 هـ)، وهي محاولة لشرح معاني أسماء الله الحسنى.

## تعريف بالكتاب
قال الغزالي في بداية الكتاب:
ويقول محمود بيجو أن هذا الكتاب يفند مزاعم القائلين بأن الغزالي قال بالإتحاد أو الحلول، «فكتابه هذا خير شاهد على بطلان تلك المزاعم والدعاوى الجائرة».

## المخطوطات
ومن المخطوطات المعتمدة في طبعة دار المنهاج بجدة مخطوطة كتبت سنة 587 هـ بخط محمد بن محمد بن الحسين الحسيني، وهي من مقتنيات مكتبة سليم آغا بإسطنبول.

## الطبع
طبع الكتاب في القاهرة سنة 1324 هـ.

## الترجمة
بعضه مترجم إلى اللغة الإنكليزية.